# Pål Varhaug
Pål Varhaug (* 26. Januar 1991 in Stavanger) ist ein norwegischer Automobilrennfahrer.

## Karriere
Varhaug begann seine Motorsportkarriere 1996 im Kartsport, den er bis 2006 ausübte. In dem Jahr gewann er den norwegischen Junioren Meistertitel. 2007 wechselte er zu Jenzer Motorsport, für die er in verschiedenen Formel-Renault-Meisterschaften startete. Am erfolgreichsten war Varhaug in der Schweizer Serie, in der er Vizemeister wurde. 2008 blieb er bei Jenzer Motorsport. Während er Platz 14 im Formel Renault 2.0 Eurocup erreichte, gewann er den Meistertitel der italienischen Formel Renault. 2009 startete Varhaug für Jenzer Motorsport in der internationalen Formel Master. Während sein Teamkollege Fabio Leimer dominant den Meistertitel gewann, erreichte Varhaug fünf Podest-Platzierungen und belegte am Saisonende den fünften Gesamtrang. Hinter Alexander Rossi wurde er der zweitbeste Neueinsteiger.
2010 blieb Varhaug bei Jenzer Motorsport und wechselte mit dem Team in die neugegründete GP3-Serie. Mit einem Sieg im ersten Rennen der neuen Serie schrieb er Geschichte. Bei den folgenden Rennen gelang es ihm allerdings nicht an den anfänglichen Erfolg anzuknüpfen und er kam nicht mehr in die Punkteränge. Am Saisonende belegte er den 13. Gesamtrang. 2011 wechselte Varhaug zu DAMS und trat in der GP2-Asia- und in der GP2-Serie an. In der GP2-Asia-Serie wurde er am Saisonende 13., während sein Teamkollege Romain Grosjean den Titel gewann. In der GP2-Serie verlief die Saison ähnlich. Während Grosjean die Meisterschaft für sich entschied, blieb Varhaug punktelos und schloss die Saison auf dem 23. Gesamtrang ab.
2012 nahm Varhaug für Virtuosi Racing UK an der Auto GP World Series teil. Zunächst besaß er nur einen Vertrag für die erste Veranstaltung. Bei dieser gewann er nach einem zweiten Platz im ersten Rennen das zweite Rennen und übernahm die Meisterschaftsführung. Varhaug behielt das Cockpit und beendete die Saison mit insgesamt drei Siegen auf dem zweiten Platz in der Fahrerwertung. Mit 183 zu 221 unterlag er dem Meister Adrian Quaife-Hobbs. 2013 kehrte Varhaug in die GP2-Serie zurück. 
2014 kehrte Varhaug in die GP3-Serie zurück und ging in dieser erneut für Jenzer Motorsport an den Start. Ein fünfter Platz war seine beste Einzelplatzierung und er beendete die Saison auf dem 17. Gesamtrang. Darüber hinaus nahm er für Virtuosi Racing UK an einer Veranstaltung der Auto GP teil. 2015 blieb Varhaug bei Jenzer Motorsport in der GP3-Serie. Er unterlag seinen beiden Teamkollegen und wurde 19. in der Fahrerwertung.

## Statistik

### Karrierestationen
| - 1996–2006: Kartsport - 2007: Schweizer Formel Renault (Platz 2) - 2007: Italienische Formel Renault - 2007: Nordeuropäische Formel Renault (Platz 39) - 2008: Italienische Formel Renault (Meister) | - 2008: Formel Renault 2.0 Eurocup (Platz 14) - 2009: Internationale Formel Master (Platz 5) - 2010: GP3-Serie (Platz 13) - 2011: GP2-Asia-Serie (Platz 13) - 2011: GP2-Serie (Platz 23) | - 2012: Auto GP (Platz 2) - 2013: GP2-Serie (Platz 31) - 2014: GP3-Serie (Platz 17) - 2014: Auto GP (Platz 15) - 2015: GP3-Serie (Platz 19) |

### Einzelergebnisse in der GP3-Serie
| Jahr | Team              | 1   | 2   | 3   | 4   | 5   | 6   | 7   | 8   | 9   | 10  | 11  | 12  | 13  | 14  | 15  | 16  | 17  | 18  | Punkte | Rang |
| ---- | ----------------- | --- | --- | --- | --- | --- | --- | --- | --- | --- | --- | --- | --- | --- | --- | --- | --- | --- | --- | ------ | ---- |
| 2010 | Jenzer Motorsport | ESP | ESP | TUR | TUR | ESP | ESP | GBR | GBR | GER | GER | HUN | HUN | BEL | BEL | ITA | ITA |     |     | 10     | 13.  |
| 2010 | Jenzer Motorsport | 1   | DNF | 15  | 18  | 11  | 8   | 14  | 9   | 12  | DNF | 17  | 23  | 15  | 17  | 14  | 19  |     |     | 10     | 13.  |
| 2014 | Jenzer Motorsport | ESP | ESP | AUT | AUT | GBR | GBR | GER | GER | HUN | HUN | BEL | BEL | ITA | ITA | RUS | RUS | UAE | UAE | 12     | 17.  |
| 2014 | Jenzer Motorsport | 12  | DNF | 13  | 9   | 11  | DNF | 19  | DNF | 21  | 14  | 5   | 8   | DNF | 11  | 10  | DNF | 14  | 9   | 12     | 17.  |
| 2015 | Jenzer Motorsport | ESP | ESP | AUT | AUT | GBR | GBR | HUN | HUN | BEL | BEL | ITA | ITA | RUS | RUS | BRN | BRN | UAE | UAE | 5      | 19.  |
| 2015 | Jenzer Motorsport | 21  | 18  | 11  | DNS | 16  | 19  | 9   | 7   | DNF | 10  | DNF | 14  | DNF | 14  | DNF | DNF | 11  | 8   | 5      | 19.  |

### Einzelergebnisse in der GP2-Asia-Serie
| Jahr | Team | 1   | 2   | 3   | 4   | Punkte | Rang |
| ---- | ---- | --- | --- | --- | --- | ------ | ---- |
| 2011 | DAMS | UAE | UAE | ITA | ITA | 1      | 13.  |
| 2011 | DAMS | DNF | 20  | 13  | 6   | 1      | 13.  |

### Einzelergebnisse in der GP2-Serie
| Jahr | Team              | 1   | 2   | 3   | 4   | 5   | 6   | 7   | 8   | 9   | 10  | 11  | 12  | 13  | 14  | 15  | 16  | 17  | 18  | 19  | 20  | 21  | 22  | Punkte | Rang |
| ---- | ----------------- | --- | --- | --- | --- | --- | --- | --- | --- | --- | --- | --- | --- | --- | --- | --- | --- | --- | --- | --- | --- | --- | --- | ------ | ---- |
| 2011 | DAMS              | TUR | TUR | ESP | ESP | MON | MON | ESP | ESP | GBR | GBR | GER | GER | HUN | HUN | BEL | BEL | ITA | ITA |     |     |     |     | 0      | 23.  |
| 2011 | DAMS              | 18  | 21  | 15  | 8   | DNF | 21  | 13  | 10  | 16  | 23  | DNF | 17  | 13  | DNF | 13  | 18  | 11  | 10  |     |     |     |     | 0      | 23.  |
| 2013 | Hilmer Motorsport | MAS | MAS | BRN | BRN | ESP | ESP | MON | MON | GBR | GBR | GER | GER | HUN | HUN | BEL | BEL | ITA | ITA | SIN | SIN | UAE | UAE | 0      | 31.  |
| 2013 | Hilmer Motorsport | 15  | 19  | DNF | 21  |     |     |     |     |     |     |     |     |     |     |     |     |     |     |     |     |     |     | 0      | 31.  |